# Larisa Schippel
Larisa Schippel (* 8. Januar 1951 in Karpinsk, UdSSR) ist eine Übersetzungswissenschaftlerin und Linguistin. Sie lehrte als Universitätsprofessorin am Zentrum für Translationswissenschaft der Universität Wien.

## Leben
Larisa Schippel wurde 1951 im sowjetischen Karpinsk geboren und siedelte 1957 mit ihrer Familie nach Dresden über. Dort legte sie 1969 die Reifeprüfung an der Pestalozzischule ab und machte den Facharbeiterabschluss als Elektrozeichnerin. Anschließend nahm sie ein Studium an der Humboldt-Universität zu Berlin und der Universität Bukarest auf, das sie 1973 mit dem Titel Diplom-Sprachmittlerin in der Fächerkombination Rumänisch und Russisch erfolgreich beendete. Von 1973 bis 1982 arbeitete sie zuerst als Assistentin und später als wissenschaftliche Mitarbeiterin an der Sektion Romanistik der Humboldt-Universität. Von 1982 bis 1985 leitete Schippel die Dolmetschergruppe der Universität, nahm im Anschluss daran allerdings wieder ihre Tätigkeit als wissenschaftliche Mitarbeiterin an der Sektion Romanistik auf, die sie bis 2000 ausübte. 1983 promovierte sie mit einer Dissertationsschrift zur rumänischen Sprachwissenschaft. Zusätzlich zu ihrer Tätigkeit als wissenschaftliche Mitarbeiterin ist Larisa Schippel seit 1991 Fachprüferin am Landesprüfungsamt für Übersetzer des Landes Berlin.
Sie war mit dem Politökonomen Günter Schippel (1927–2019) verheiratet.

## Lehr- und Forschungstätigkeit
Zwischen 2000 und 2002 war Larisa Schippel als freiberufliche Übersetzerin und Dozentin tätig und übernahm u. a. Lehraufträge und Vertretungen an den Universitäten Leipzig, Jena, Graz und an der Hochschule Magdeburg-Stendal sowie in Moskau, Voronež und Chișinău. Von 2002 bis 2008 arbeitete sie als Gastprofessorin für Übersetzungswissenschaft am Institut für Slawistik der Humboldt-Universität zu Berlin. Seit Oktober 2010 ist Larisa Schippel als Universitätsprofessorin für Transkulturelle Kommunikation am Zentrum für Translationswissenschaft der Universität Wien tätig. Zu ihren Forschungsschwerpunkten zählen:
- Translationswissenschaft
- Textwissenschaft
- Mündlichkeitstheorie
- slawistische und romanistische Kulturgeschichte.

Seit 2014 ist sie gewähltes Mitglied der Leibniz-Sozietät der Wissenschaften zu Berlin.

## Publikationen (Auswahl)

### Monographien
- Kultureller Wandel als Ansinnen. Die diskursive Verhandlung von Geschichte im Fernsehen. Frank & Timme, Berlin 2009

### Herausgabe
- gemeinsam mit Thede Kahl: Kilometer Null. Politische Transformation und gesellschaftliche Entwicklungen in Rumänien seit 1989. Berlin, Frank & Timme 2010.
- gemeinsam mit Hartwig Kalvermkämper: Translation zwischen Text und Welt. Translationswissenschaft als historische Disziplin zwischen Moderne und Zukunft. Berlin, Frank & Timme 2009.
- gemeinsam mit Hartwig Kalvermkämper: Simultandolmetschen in Erstbewährung. Der Nürnberger Prozess 1945. Berlin, Frank & Timme 2008.
- Translationskultur – ein innovatives und produktives Konzept. Berlin, Frank & Timme 2008.
- Übersetzungsqualität. Kritik – Kriterien – Bewertungshandeln. Berlin, Frank & Timme 2006.
- Im Dialog. Rumänistik im deutschsprachigen Raum. Frankfurt a. M./Berlin, Peter-Lang-Verlag 2004.
- gemeinsam mit Mircea Anghelescu: Im Dialog. Rumänische Kultur und Literatur. Leipzig, Leipziger Universitätsverlag 2000.

### Herausgabe von Publikationsreihen
- gemeinsam mit Hartwig Kalverkämper: TRANSÜD. Arbeiten zur Theorie und Praxis des Übersetzens und Dolmetschens.
- gemeinsam mit Thede Kahl: Forum. Rumänien.

### Wissenschaftliche Aufsätze
- Übersetzungskultur Rumänien. In: Harald Kittel, Armin Paul Frank, Norbert Greiner et al. (Hrsg.) (2011): Übersetzung. Ein internationales Handbuch zur Übersetzungsforschung. Bd. 3, de Gruyter, Berlin/New York, S. 2114–2123.
- Zwischen Bibliophilie und Ideologie. Der Verlag ‚Academia‘ und seine Übersetzungskultur. In: Nadja Grbić, Gernot Hebenstreit, Gisella Vorderobermeier, Michaela Wolf (Hrsg.) (2010): Translationskultur revisited. Festschrift für Erich Prunč. Stauffenburg-Verlag, Tübingen, S. 129–140.
- Vom Mehrwert des Dritten oder: Der sichtbare Übersetzer. In: Hartwig Kalverkämper, Larisa Schippel (Hrsg.) (2009): Translation zwischen Text und Welt. Frank & Timme, Berlin, S. 195–210.
- Ist Übersetzungsqualität wirklich ein Chamäleon? Von Skopoï, intra- und intertextueller Kohärenz und Translationsnormen. In: Maria Krysztofiak (Hrsg.) (2008): Ästhetik und Kulturwandel in der Übersetzung. Peter-Lang-Verlag, Frankfurt a. M./Berlin/Bern/Bruxelles, S. 103–116.
- Zwischen Scylla und Charybdis oder ‚Kaukasischer Kreidekreis‘ auf Moldauisch. In: Klaus Bochmann, Vasile Dumbrava (Hrsg.) (2007): Sprachliche Individuation in mehrsprachigen Regionen Osteuropas. I. Republik Moldova. Leipziger Universitätsverlag, Leipzig, S. 177–189.
- Geschichte von Regionalsprachen und Stadtsprachen in der Romania: Südosteuropa (Artikel 216). In: Gerhard Ernst, Martin-Dietrich Glessgen, Christian Schmitt, Wolfgang Schweickard (Hrsg.) (2009): Handbücher zur Sprach- und Kommunikationswissenschaft. Romanische Sprachgeschichte. Bd. 3, de Gruyter, Berlin/New York, S. 2532–2540.
- Europäische Textsortennetze – eine translatorische Annäherung. In: Larisa Schippel (Hrsg.) (2006): Übersetzungsqualität. Kritik – Kriterien – Bewertungshandeln. Frank & Timme, Berlin, S. 43–54.
- Mihail Sebastian auf Deutsch. In: Ioan Lazarescu, Peter Wiesinger (Hrsg.) (2006): Vom Wert des Wortes. Festschrift für Doina Sandu zum 65. Geburtstag. Praesens Verlag, Wien, S. 270–281.
- Limba vorbită. In: Klaus Bochmann, Vasile Dumbrava (Hrsg.) (2002): Limba română vorbită în Moldova istorică. Bd. 1, Leipziger Universitätsverlag, Leipzig, S. 37–52.
- Hedgings, Stereotype und Urteile in der Selbstdarstellung von Rumänen. In: Mircea Anghelescu, Larisa Schippel (Hrsg.) (2000): Im Dialog. Rumänische Kultur und Literatur. Leipziger Universitätsverlag, Leipzig, S. 165–169.
- Europa – eine intellektuelle Inszenierung. Der symbolische Okzidentalisierungsdiskurs und seine kommunikativen Folgen. In: Ute Dietrich, Martina Winkler (Hrsg.) (2000): Okzidentbilder. Konstruktionen und Wahrnehmungen. (Ambivalenzen der Okzidentalisierung, Bd. 3) Leipziger Universitätsverlag, Leipzig, S. 159–172.
- Panait Istratis Kyra Kyralina – eine übersetzungswissenschaftliche Dreiecksgeschichte. Französisch-deutsche und rumänisch-deutsche Übersetzung im Vergleich. In: New International Journal of Romanian Studies. Bukarest 1999, Heft 1–2, S. 44–58.
- Gesprochenes Rumänisch. Ein Forschungsbericht. In: Grenzgänge. Beiträge zu einer modernen Romanistik. Leipziger Universitätsverlag, Leipzig 1998, Heft 10, S. 55–85.
- Sprachkontakt und Sprachkonflikt in Bessarabien. In: Maren Huberty, Claudia Perlick (Hrsg.) (1997): Studia historica romanica. In honorem Johannes Klare. Romanistischer Verlag, Bonn, S. 269–282.
- Proposition und Einstellung. In: Maria Iliescu (1996) (Hrsg.): Rumänisch – Typologie, Klassifikation und Sprachcharakteristik. Akten des Internationalen Kolloquiums der Südosteuropa-Gesellschaft und des Instituts für Romanische Philologie der Universität München, Tutzing, 30.3. – 2.4.1993, herausgegeben im Auftrag der Südosteuropa-Gesellschaft, München. Veitshöchheim bei Würzburg, Wiss. Verl. Lehmann, S. 175–182.
- Synthetische vs. analytische Strukturen im Nominalbereich der rumänischen Sprache des 19. im Vergleich zum 20. Jahrhundert. In: Gerhard Ernst, Peter Stein, Barbara Weber (Hrsg.) (1992): Beiträge zur rumänischen Sprache im 19. Jahrhundert. Akten des Kolloquiums, Regensburg 26.–28. April 1990. Niemeyer, Tübingen, S. 253–260.

### Übersetzungen (aus dem Rumänischen)
- Constanta Vintila-Ghitulescu: Liebesglut. Liebe und Sexualität in der rumänischen Gesellschaft 1750–1830. Frank & Timme, Berlin 2010.
- Andrei Oisteanu: Konstruktionen des Judenbildes. Rumänische und ostmitteleuropäische Stereotypen des Antisemitismus. Frank & Timme, Berlin 2010.
- Daniel Barbu: Die abwesende Republik. Frank & Timme, Berlin 2009.